# Liste der Monuments historiques in Saint-Sauveur (Haute-Garonne)
Die Liste der Monuments historiques in Saint-Sauveur (Haute-Garonne) führt die Monuments historiques in der französischen Gemeinde Saint-Sauveur auf.

## Liste der Bauwerke
| Bezeichnung       | Beschreibung | Standort | Kennzeichnung | Schutzstatus | Datum | Bild           |
| ----------------- | ------------ | -------- | ------------- | ------------ | ----- | -------------- |
| Kirche St-Sauveur |              | (Lage)   | PA00094476    | Classé       | 1992  | weitere Bilder |

## Liste der Objekte
- Monuments historiques (Objekte) in Saint-Sauveur (Haute-Garonne) in der Base Palissy des französischen Kultusministeriums